# Erodium cygnorum
Erodium cygnorum là một loài thực vật có hoa trong họ Mỏ hạc. Loài này được Nees mô tả khoa học đầu tiên năm 1845.

## Hình ảnh

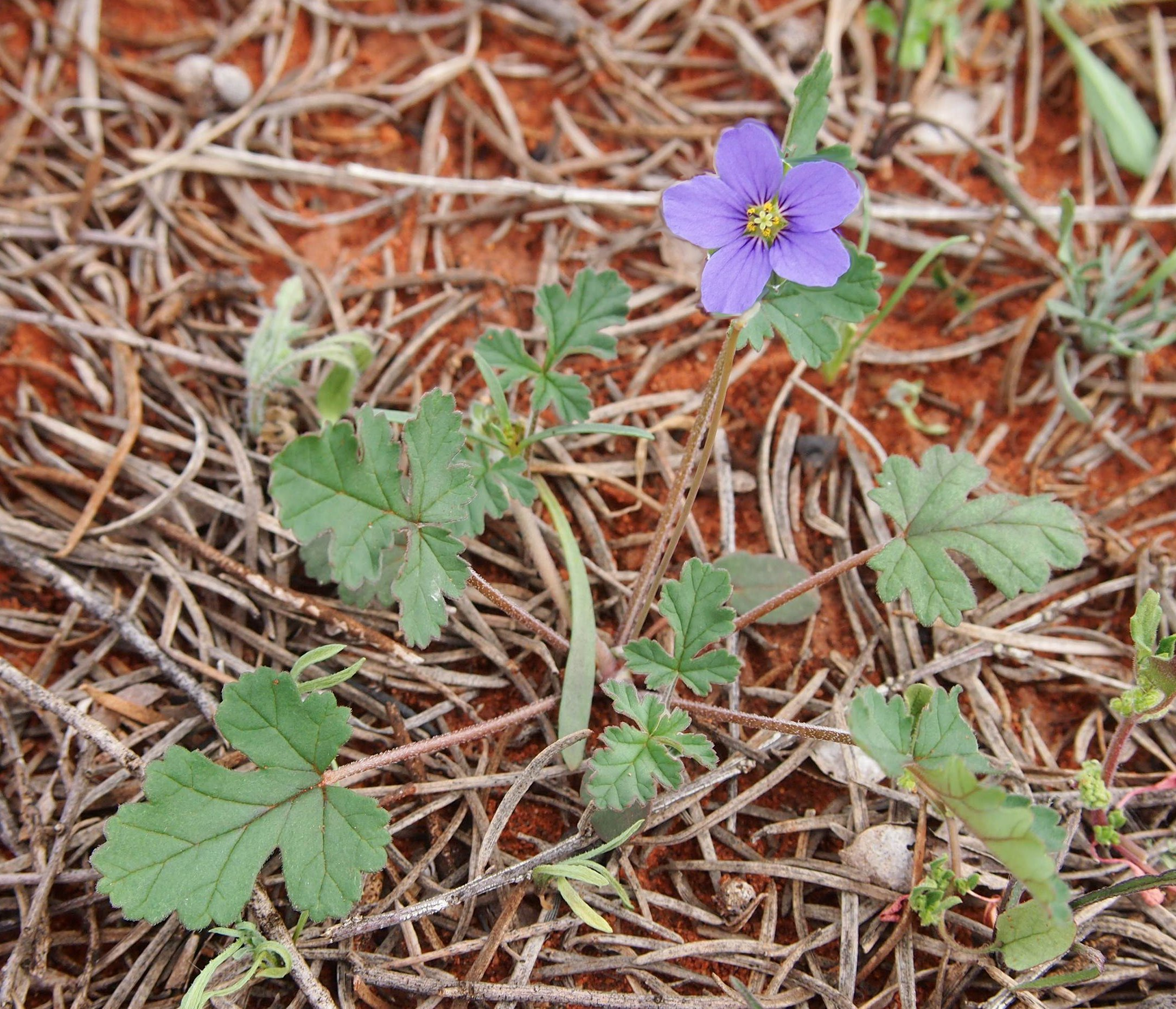
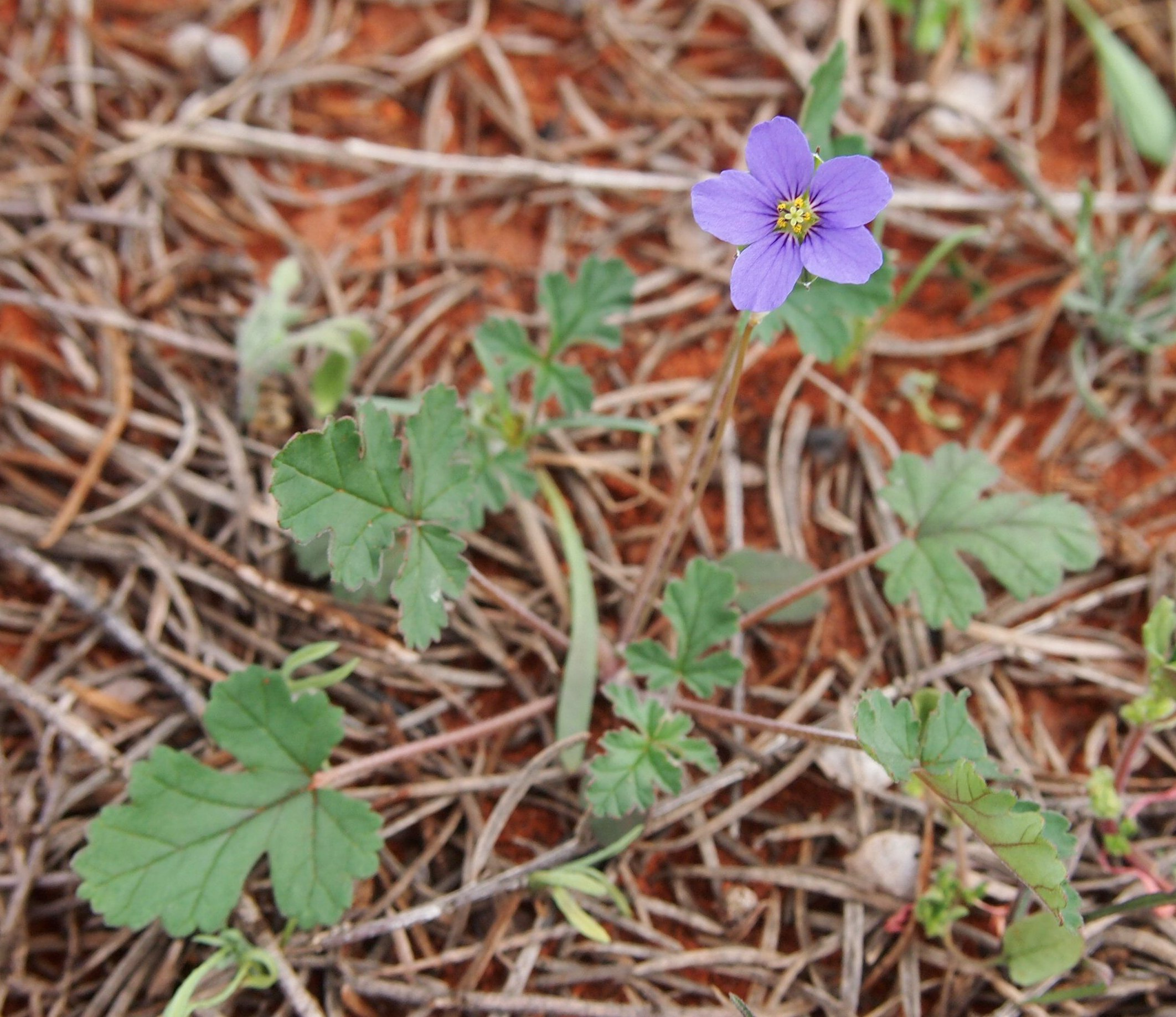
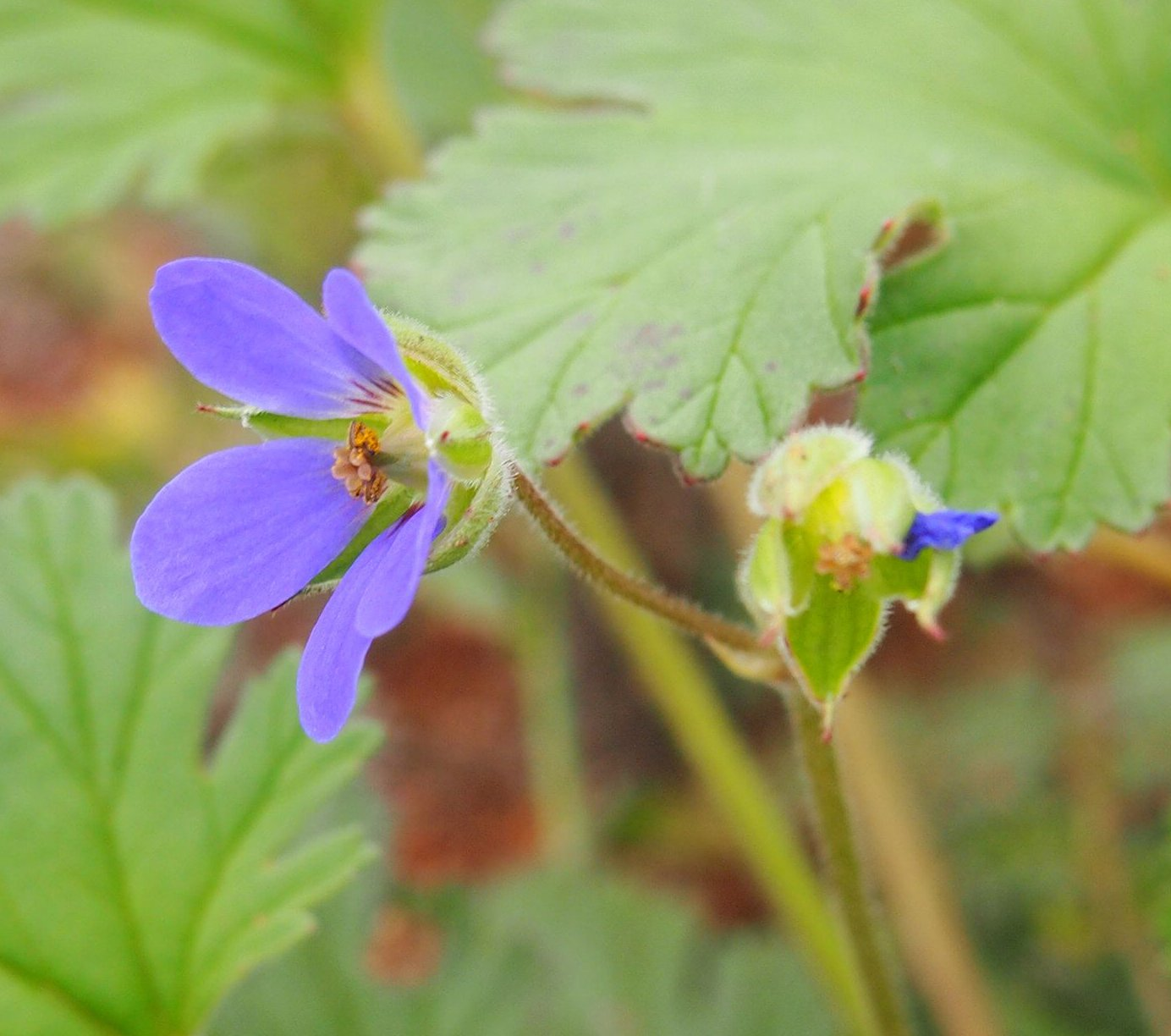
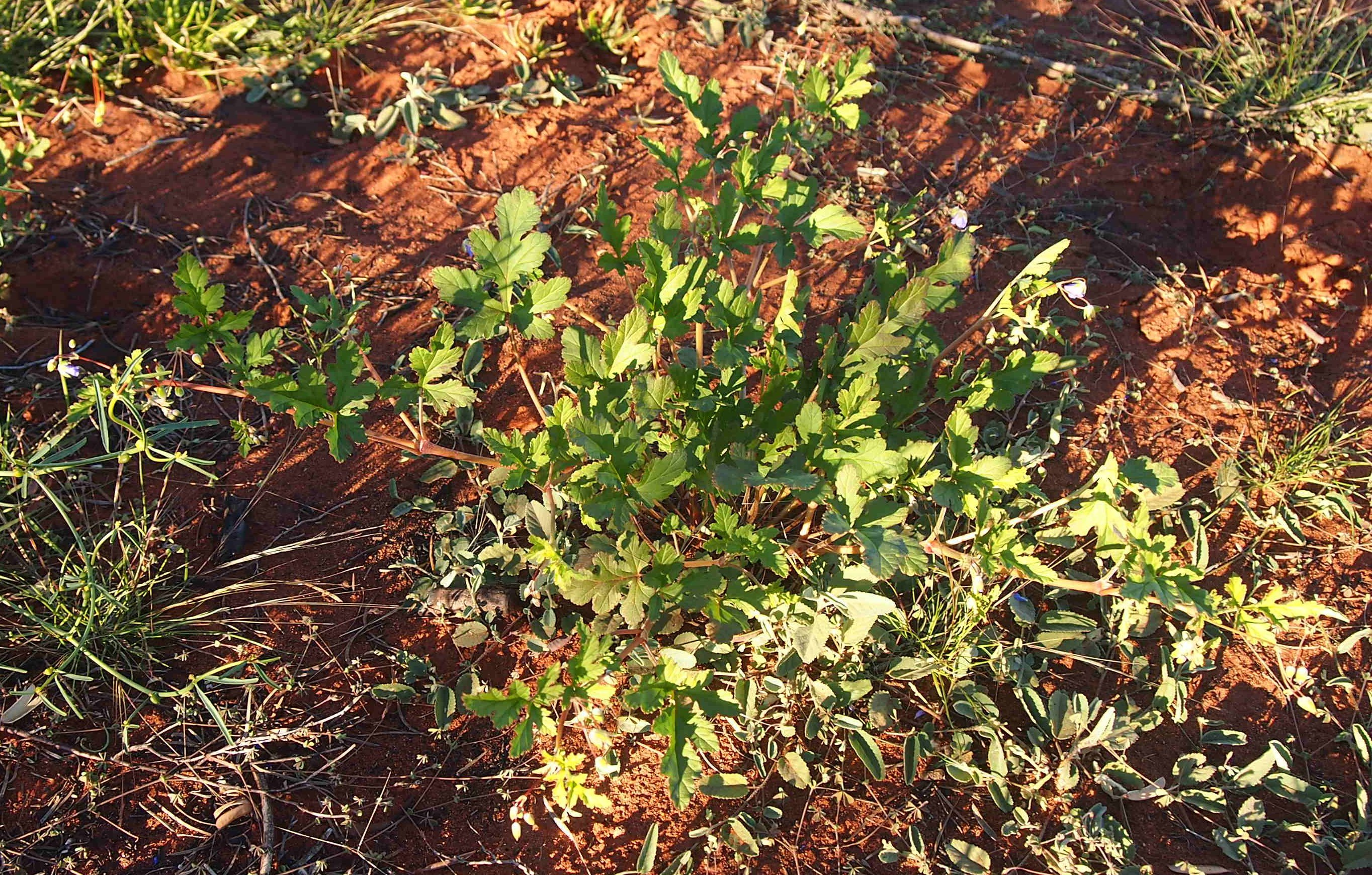